# Rob Waddell
Robert Norman Waddell (født 7. januar 1975 i Te Kuiti, New Zealand) er en newzealandsk tidligere roer, og olympisk guldvinder.
Waddell vandt guld i singlesculler ved OL 2000 i Sydney. Han henviste her schweiziske Xeno Müller og tyskeren Marcel Hacker til henholdsvis sølv- og bronzemedaljen. Han deltog også i samme disciplin ved både OL 1996 i Atlanta, hvor han blev nr. 7, og ved OL 2008 i Beijing, hvor det blev til en 4. plads.
Waddell vandt desuden to gange, i 1998 og 1999, guld i singlesculler ved VM i roning.

## Resultater

### OL-medaljer
- 2000:  Guld i singlesculler

### VM-medaljer
- VM i roning 1998:  Guld i singlesculler
- VM i roning 1999:  Guld i singlesculler